# 田中美保 (バドミントン選手)
田中 美保（たなか みほ、1976年4月8日 - ）は、佐賀県出身の女性バドミントン選手。佐賀女子高校出身。2004年アテネオリンピックバドミントン女子シングルス日本代表。